# Marie Gertrude von Berlepsch
Marie Gertrude Freifrau von Berlepsch (* 1654; † 1723 auf Schloss Myllendonk bei Korschenbroich) war als Oberhofmeisterin enge Vertraute der spanischen Königin Anna Maria von der Pfalz und übte großen Einfluss auf die Politik aus. Sie war Fürstäbtissin im weltlichen Frauenstift „Zu den Engeln“ in der Prager Neustadt.

## Leben
Marie Gertrude von Berlepsch wurde als Tochter des Adam Herbold Wolff von Gudenberg (1629–1691) und dessen Gemahlin Anna Catharina von und zu Buchenau (1627–1675) geboren.
1672 heiratete sie Wilhelm Ludwig von Berlepsch (* 1639), der 1676 an den Folgen einer Verwundung starb, die er sich als Fähnrich in württembergischen Diensten bei der Belagerung von Philippsburg zugezogen hatte. Aus der Ehe gingen die Söhne Sittich Herbold (1673–1712, polnischer Gesandter in Madrid, ⚭ 1698 Maria Maximil. Gräfin von Stadion) und Peter Philipp (1676–1721, ⚭ Maria Cath. von Cramm) hervor. Durch den frühen Tod ihres Mannes kam sie in bedrängte finanzielle Verhältnisse. Der Kaiser nahm sich 1680 ihrer an und verschaffte ihr eine Stelle als zweite Hofmeisterin bei Maria Anna Josepha von Österreich, Gattin des Kurfürsten Johann Wilhelm von der Pfalz. Als Maria Anna 1689 starb, kam Maria Gertrude auf Empfehlung des Kurfürsten an den Hof von Luise Charlotte Radziwill, Gattin des Pfalzgrafen Karl Philipp von der Pfalz. Einige Jahre später kam sie auf Empfehlung als Oberhofmeisterin zu Maria Anna von der Pfalz, einer Schwester des Kurfürsten. Diese heiratete später den spanischen König Karl II. Mit ihr ging Marie Gertrude nach Madrid und wurde zur engsten Vertrauten von Maria Anna. Sie setzte sich stark zur Wehr gegen den Einfluss der Mutter des Königs, die sich für die Erbfolge des bayerischen Kurprinzen einsetzte. Nach deren Tod wurde Marie Gertrudes Einfluss stärker und vertrat dabei die Interessen der kaiserlichen Seite.
Bald wurde sie zur Donna de Honora (Ehrenfrau) ernannt. Doch der Ruhm währte nicht lange, denn die Spanier wurden mit ihrem Handeln immer unzufriedener. 1695 versuchten die spanischen Staatsräte, ihre Entlassung durchzusetzen. Am 5. August 1695 erhob der Kaiser die Witwe und ihre beiden Söhne in den Reichsgrafenstand, um sie fester an sich zu binden.
1697 löste Marie Gertrude das an das Stift Fulda verpfändete Fünftel wieder ein und brachte Schloss Eichenzell wieder in ihren Besitz. Nachdem 1700 der alte Streit mit dem Fuldaer Abt wieder aufbrach, verkaufte sie diesem das Anwesen für 71.000 Gulden. Noch im selben Jahr erwarb sie für 285.000 Gulden die Reichsherrschaft Mylendonk an der Niers im Stifte Köln. Hier lebte sie bis zu ihrem Tod im Jahre 1723 und wurde hier auch beigesetzt.
1699 rief der Kaiser, der sie ebenfalls nicht mehr in Madrid agieren lassen wollte, sie an seinen Hof. Ende März 1700 kam sie nach Wien, wo ihr Kaiser Leopold das böhmische Landsassenrecht erteilte. 1705 dehnte Kaiser Josef I. den Reichsgrafenstand ihrer Familie auch auf Böhmen, Mähren und Schlesien aus. 1706 wurde Marie Gertrude zur ersten Äbtissin des neu gegründeten weltlichen Frauenstiftes in der Prager Neustadt gewählt.

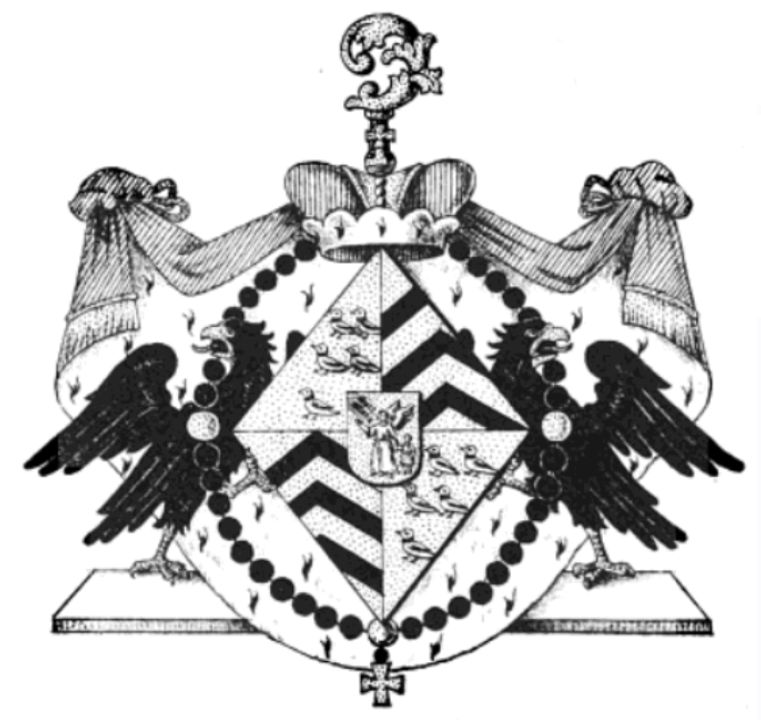
Berlepsches Stiftswappen von 1706. (Siebmachers Wappenbuch, 1882)

Am 22. September 1706 erteilte der Kaiser der jeweiligen Äbtissin des Stiftes den Reichsfürstenstand und bestimmte, dass das Stift in Zukunft das Berlepsche Wappen führen sollte.

## Sonstiges
Aus dem Verkaufserlös des im Jahre 1700 veräußerten Schlosses Eichenzell erwarb sie für 285.000 Gulden die Reichsherrschaft Mylendonk an der Niers im Stifte Köln. Hier lebte sie bis zu ihrem Tod im Jahre 1723 und wurde hier auch beigesetzt.
Aus ihrer Ehe kamen die Söhne Sittich Herbold (1673–1712, polnischer Gesandter in Madrid, ⚭ 1698 Maria Gräfin von Stadion) und Peter Philipp (1676–1721, kaiserlicher Kammerherr).